# Mihály Pollack

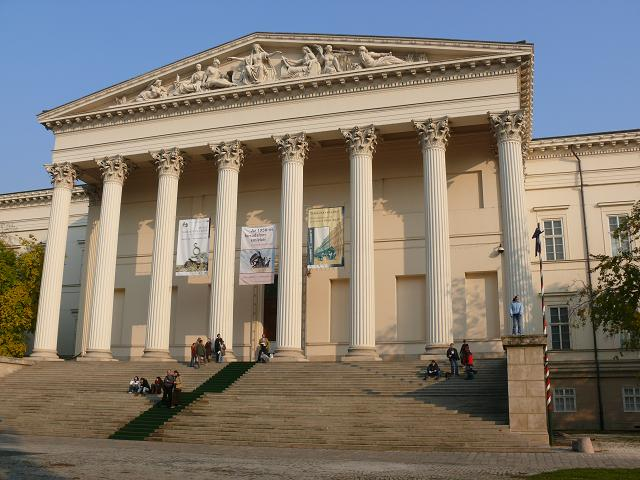
Museo Nazionale Ungherese

Mihály Pollack (Vienna, 30 agosto 1773 – Pest, 5 gennaio 1855) è stato un architetto austriaco con cittadinanza ungherese, ritenuto il maggior esponente dello stile neoclassico in Ungheria.

## Biografia
Mihály Pollack imparò inizialmente dal padre, che era capomastro, e infine studiò presso l'Accademia di belle arti di Vienna sotto Johann Ferdinand Hetzendorf von Hohenberg.
Si trasferì quindi a Milano presso il fratellastro Leopoldo Pollack e trovò lavoro presso il duomo di Milano, ma sul finire del settecento si trasferì a Pest, dove realizzò numerose residenze e case di campagna, alcune delle quali in stile neogotico.

Tra le sue opere più importanti si ricorda il Museo nazionale ungherese, costruito a partire dagli anni trenta dell'Ottocento, in un neogreco convenzionale, ma corretto.